# Torre di Santa Maria
Torre di Santa Maria là một đô thị ở tỉnh Sondrio trong vùng Lombardia của Italia, có vị trí khoảng 100 km về phía đông bắc của Milano và khoảng 8 km về phía bắc của Sondrio. Tại thời điểm ngày 31 tháng 12 năm 2004, đô thị này có dân số 884 người và diện tích là 45,5 km².
Đô thị Torre di Santa Maria có các frazioni (các đơn vị cấp dưới, chủ yếu là các làng) Prato, Sant'Anna, và Tornadù.
Torre di Santa Maria giáp các đô thị: Berbenno di Valtellina, Buglio in Monte, Caspoggio, Castione Andevenno, Chiesa in Valmalenco, Montagna in Valtellina, Postalesio, Sondrio, Spriana.